# 滇南合耳菊
滇南合耳菊（学名：Synotis austro-yunnanensis）是菊科合耳菊属的植物，为中国的特有植物。分布于中国大陆的云南、贵州等地，生长于海拔1,100米的地区，一般生于混交林和灌丛中，目前尚未由人工引种栽培。
其种加词 austro-yunnanensis 意为“云南南部的”。